# Ceylonoxenia flavescens
Ceylonoxenia flavescens är en tvåvingeart som beskrevs av Schmitz 1938. Ceylonoxenia flavescens ingår i släktet Ceylonoxenia och familjen puckelflugor. Inga underarter finns listade i Catalogue of Life.